# Остапівська сільська рада (Драбівський район)
Оста́півська сільська́ ра́да — адміністративно-територіальна одиниця та орган місцевого самоврядування у Драбівському районі Черкаської області. Адміністративний центр — село Остапівка.

## Загальні відомості
- Населення ради: 390 осіб (станом на 2001 рік)

## Населені пункти
Сільській раді підпорядковані населені пункти:
- с. Остапівка
- с. Ковтунівка

## Склад ради
Рада складається з 12 депутатів та голови.
- Голова ради: Бондар Олена Володимирівна

### Керівний склад попередніх скликань
| Прізвище, ім'я, по батькові    | Основні відомості                                                          | Дата обрання | Дата звільнення |
| ------------------------------ | -------------------------------------------------------------------------- | ------------ | --------------- |
| Голобородько Микола Вікторович | Сільський голова, 1969 року народження, член Соціалістичної партії України | 26.03.2006   | 31.10.2010      |
| Бондар Олена Володимирівна     | Сільський голова, 1964 року народження, освіта вища, член Партії регіонів  | 31.10.2010   |                 |

Примітка: таблиця складена за даними сайту Верховної Ради України

### Депутати
За результатами місцевих виборів 2010 року депутатами ради стали:

#### За суб'єктами висування
| Суб'єкт висування                                       | Кількість обраних депутатів | %    |
| ------------------------------------------------------- | --------------------------- | ---- |
| Самовисування                                           | 8                           | 66,7 |
| Політична партія Всеукраїнське об'єднання «Батьківщина» | 2                           | 16,7 |
| Народна партія                                          | 1                           | 8,3  |
| Соціалістична партія України                            | 1                           | 8,3  |

#### За округами
| № округу                                                | Прізвище, ім'я, по батькові      | Дата визнання обраним | Освіта             | Партійна приналежність                        | Відомості про обраного депутата              |
| ------------------------------------------------------- | -------------------------------- | --------------------- | ------------------ | --------------------------------------------- | -------------------------------------------- |
| Народна Партія                                          |                                  |                       |                    |                                               |                                              |
| 4                                                       | Горват Тамара Григорівна         | 01.11.2010            | вища               | член Партії регіонів                          | Свічківський НВК І-ІІІ ст., вчитель          |
| Політична партія Всеукраїнське об'єднання «Батьківщина» |                                  |                       |                    |                                               |                                              |
| 2                                                       | Кучеренко Станіслав Михайлович   | 01.11.2010            | середня            | член Всеукраїнського об'єднання «Батьківщина» | тимчасово не працює                          |
| 9                                                       | Омельченко Станіслав Олексійович | 01.11.2010            | вища               | член Всеукраїнського об'єднання «Батьківщина» | Свічківський НВК І-ІІІ ст., вчитель          |
| Соціалістична партія України                            |                                  |                       |                    |                                               |                                              |
| 6                                                       | Шкіря Тетяна Олександрівна       | 01.11.2010            | середня            | позапартійна                                  | тимчасово не працює                          |
| Самовисування                                           |                                  |                       |                    |                                               |                                              |
| 1                                                       | Мороз Володимир Миколайович      | 01.11.2010            | середня            | член Партії регіонів                          | тимчасово не працює                          |
| 3                                                       | Кормаченко Любов Павлівна        | 01.11.2010            | середня            | член Партії регіонів                          | тимчасово не працює                          |
| 5                                                       | Матвєєва Світлана Павлівна       | 01.11.2010            | вища               | член Партії регіонів                          | ТОВ «Продсільпром», ветлікар                 |
| 7                                                       | Кученко Лідія Григорівна         | 01.11.2010            | середня            | член Партії регіонів                          | тимчасово не працює                          |
| 8                                                       | Фурсай Тетяна Михайлівна         | 01.11.2010            | середня спеціальна | член Партії регіонів                          | ТОВ «Продсільпром», бухгалтер                |
| 10                                                      | Канцер Олександр Васильович      | 01.11.2010            | середня            | член Партії регіонів                          | ТОВ «Баришівська зернова компанія», електрик |
| 11                                                      | Бондаренко Галина Володимирівна  | 01.11.2010            | середня спеціальна | член Партії регіонів                          | тимчасово не працює                          |
| 12                                                      | Сергієнко Світлана Петрівна      | 01.11.2010            | середня            | член Партії регіонів                          | тимчасово не працює                          |

## Природно-заповідний фонд
На землях сільради розташовано гідрологічний заказник місцевого значення Козацьке та ботанічний заказник місцевого значення Кут.